# Djabiré
Djabiré est une localité du Cameroun située dans l'arrondissement de Dargala, le département du Diamaré et la région de l’Extrême-Nord. Elle fait partie du canton de Dargala rural
Quelques villages proches :  Dargalayel (3 km à l'ouest), Doulo Taneo  (3,3 km au nord), Kefere (3 km à l'est), Gabagawol (3,5 km au sud).

## Population
En 1975, Djabiré Djamnaï comptait 98 habitants, dont 84 Peuls et 14 Kéra Massa.
Lors du recensement de 2005, on a dénombré 150 personnes à Djabiré Djamnaï et 265 à Djabiré Danguirou.

## Scolarisation
Beaucoup d’enfants à l’âge de scolarisation ne vont pas à l’école. Les parents sont faiblement sensibilisés sur la scolarisation des jeunes filles. Cette situation est exacerbée par le piètre niveau de l’offre d’enseignement (manque d’enseignant, de salle de classe et de table banc, bas niveau des enseignants).
| Elève | Elève | Elève | Enseignant | Ratio élève/enseignant | Salle de classe | Table banc | Forage | Latrine |
| ----- | ----- | ----- | ---------- | ---------------------- | --------------- | ---------- | ------ | ------- |
| G     | F     | T     | Enseignant | Ratio élève/enseignant | Salle de classe | Table banc | Forage | Latrine |
| 131   | 23    | 214   | 2          | 107                    | 2               | 11         | 0      | 0       |